# 瑟梅魯鄉

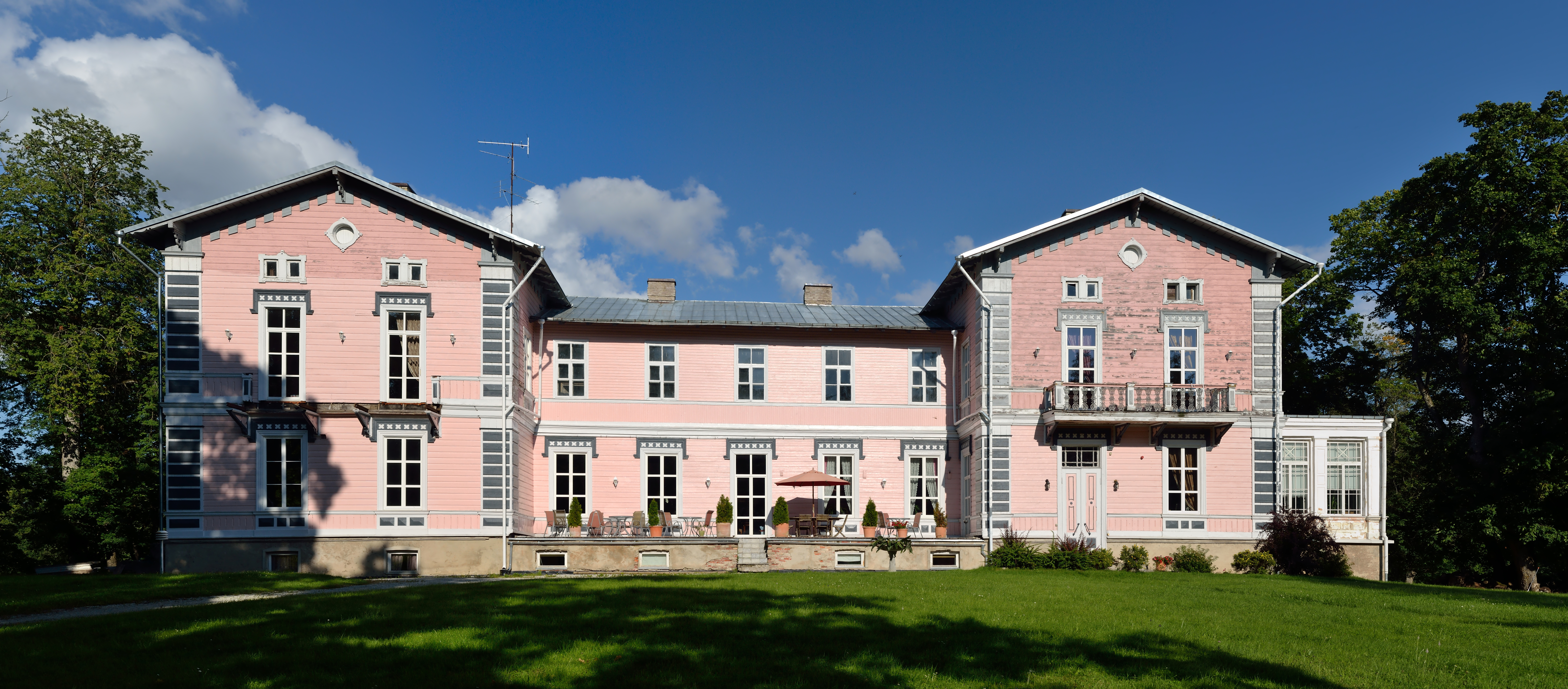
科哈拉庄园

瑟梅魯鄉，曾是愛沙尼亞西維魯縣的一個鄉村型市镇，位於該國北部，行政中心設於瑟梅魯，面積168平方公里，2006年人口3,885，人口密度每平方公里23人。
2017年爱沙尼亚行政改革后，瑟梅魯市镇和原拉克韋雷市镇合并成立为新的拉克韦雷市镇。
59°23′N 26°26′E / 59.383°N 26.433°E